# Coliadinis
Els coliadinis (Coliadini) són una tribu de lepidòpters papilionoïdeus de la família dels pièrids (Pieridae), subfamília Coliadinae.

## Gèneres
- Catopsilia Hübner, [1819]
- Colias Fabricius, 1807
- Zerene Hübner, [1819]
- Anteos Hübner, [1819]
- Aphrissa Butler, 1873
- Phoebis Hübner, [1819]
- Prestonia Schaus, 1920
- Rhabdodryas Godman & Salvin, [1889]

## Espècies de la península Ibèrica i Balears[2]
- Colias alfacariensis
- Colias crocea
- Colias phicomone

## Galeria

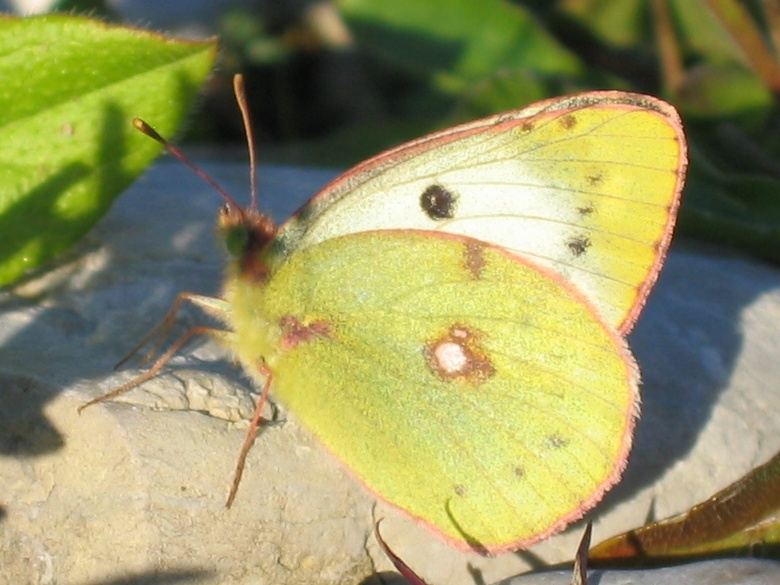
Colias alfacariensis
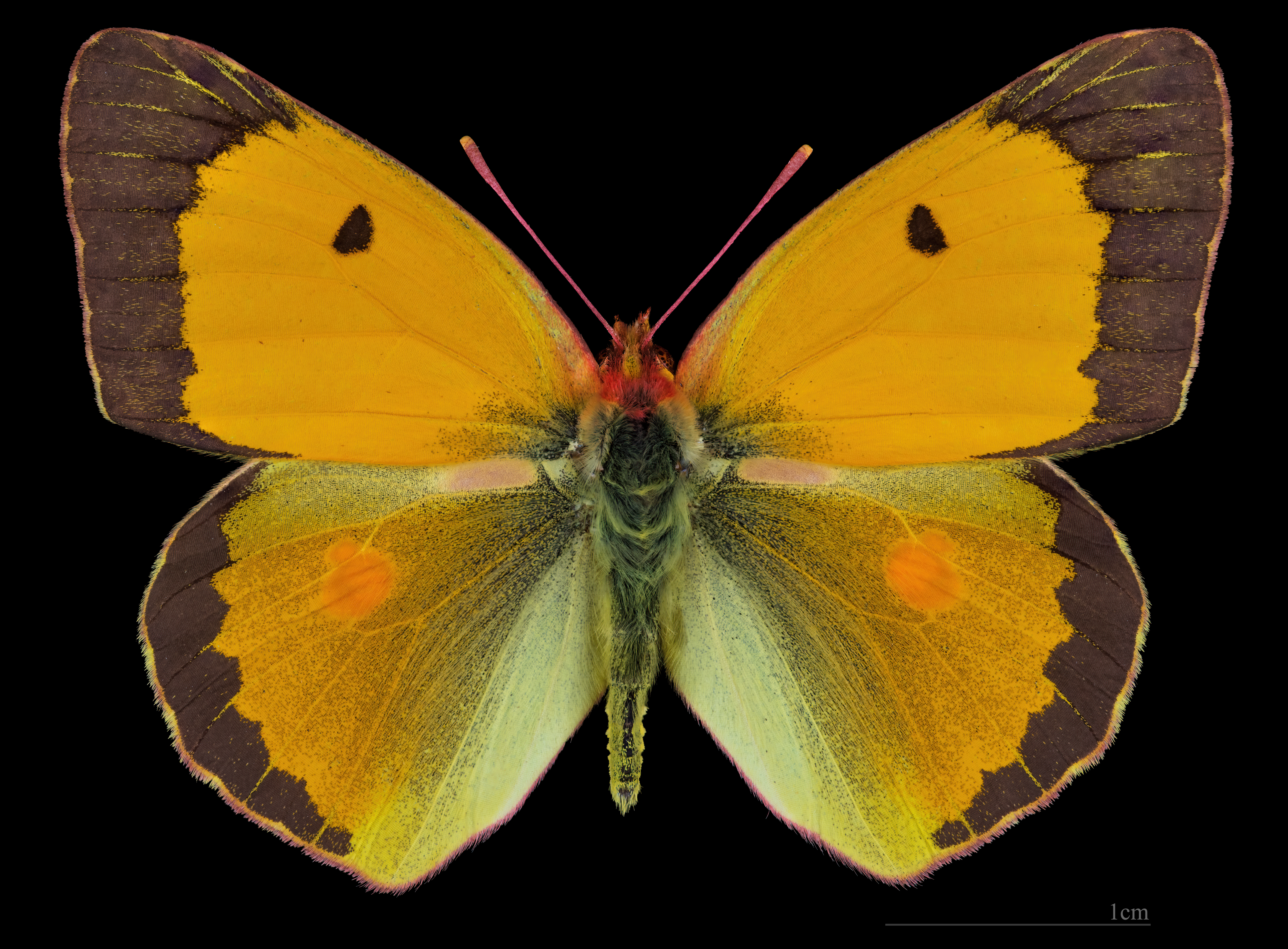
Colias crocea
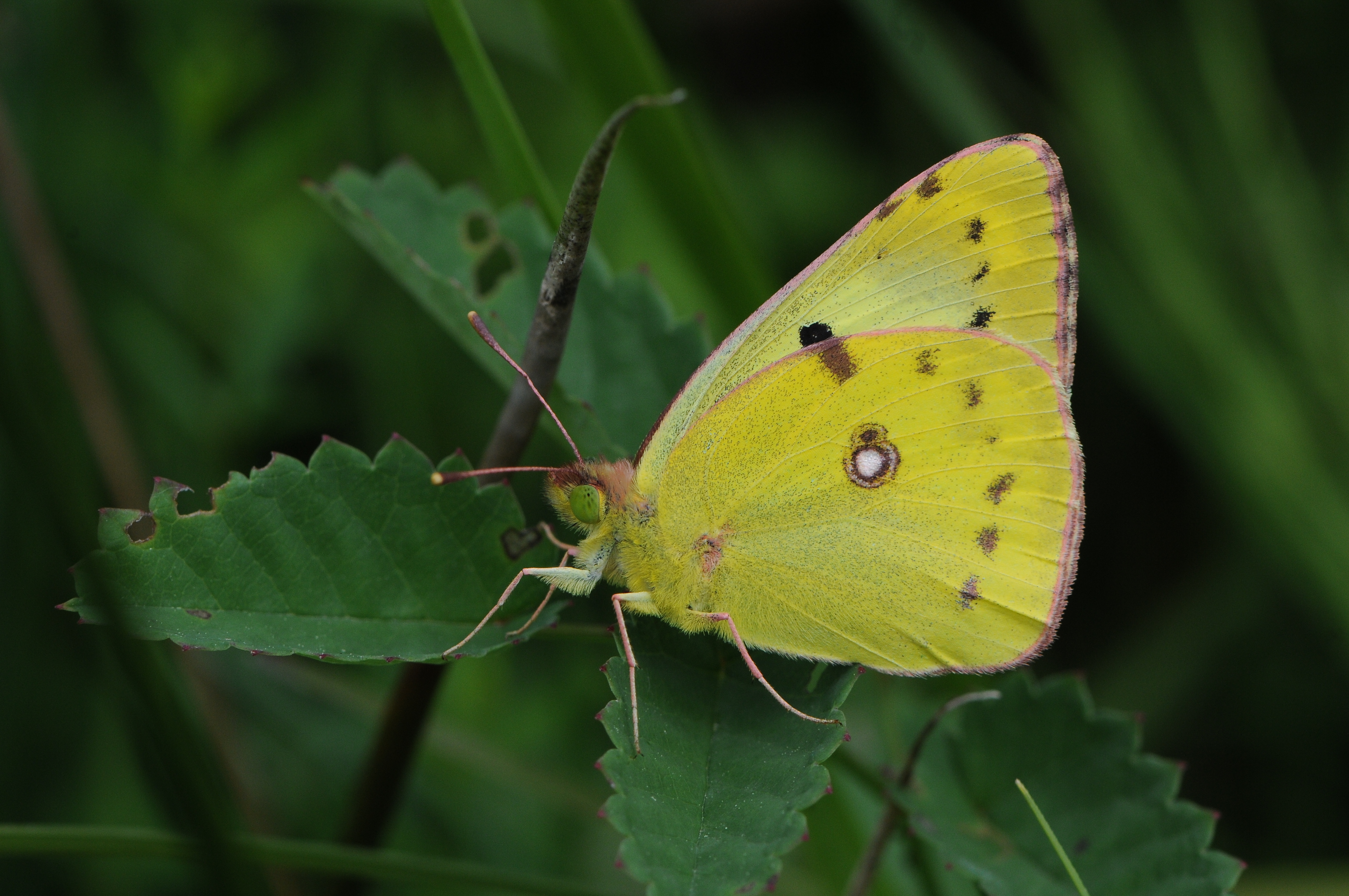
Colias hyale
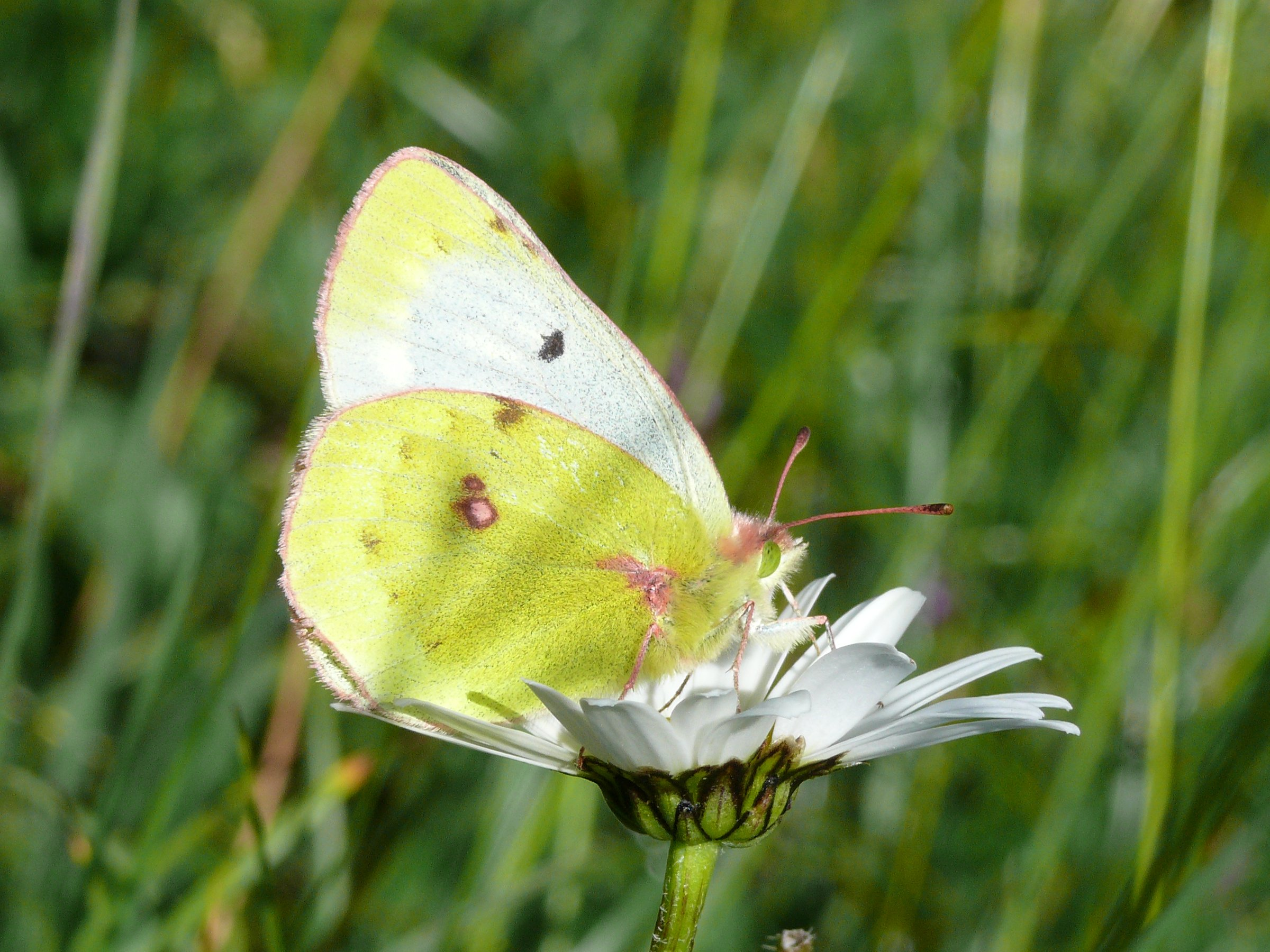
Colias phicomone